# 島根にパソコンなんてあるわけないじゃん

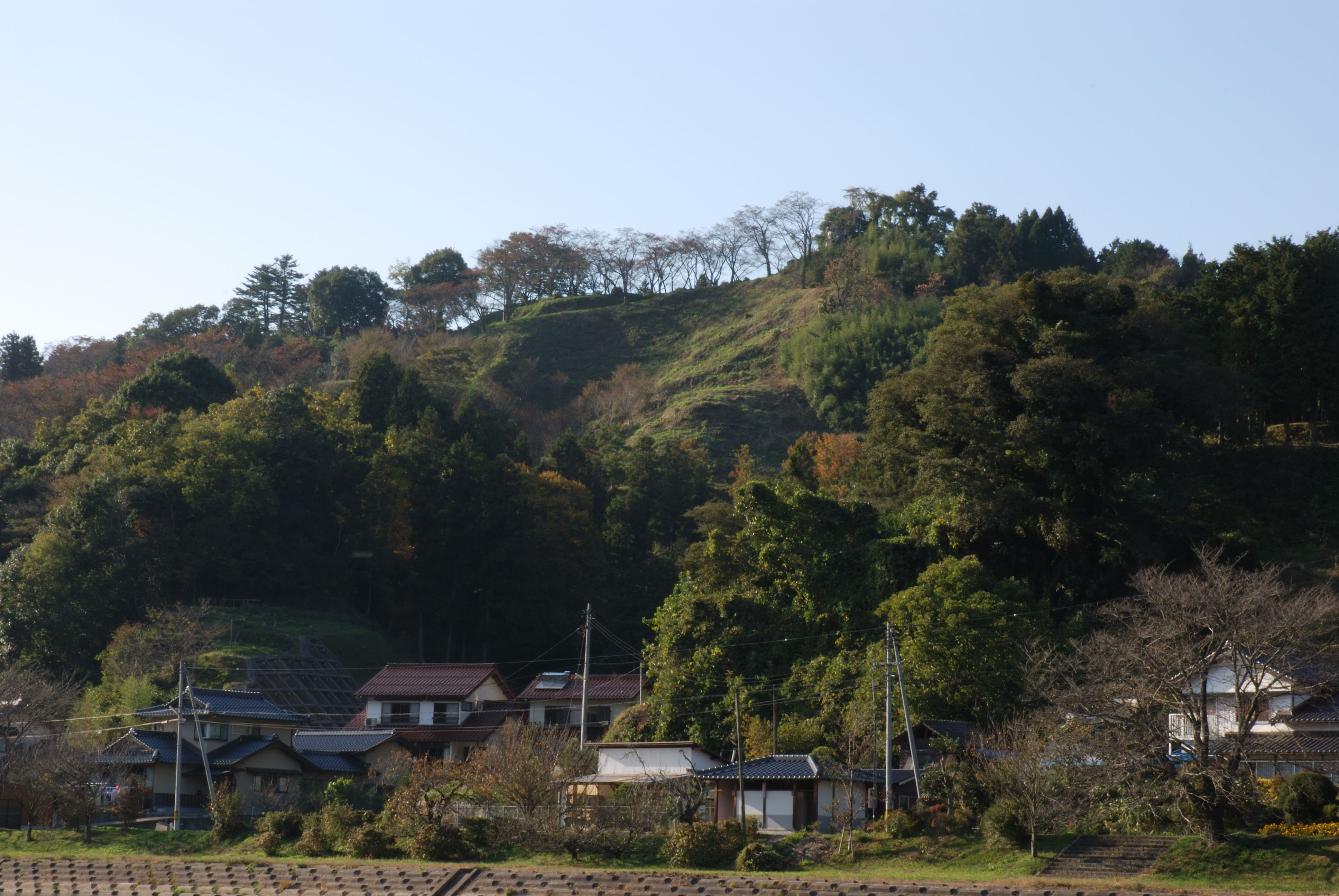
パソコンを探すシーンの風景のモデルの一つになった三刀屋町

島根にパソコンなんてあるわけないじゃん（しまねにパソコンなんてあるわけないじゃん）とは、2000年のアニメーション映画『デジモンアドベンチャー ぼくらのウォーゲーム!』に登場したセリフ。元の文脈から離れてインターネット・ミームにもなっている。

## 作中のセリフとして

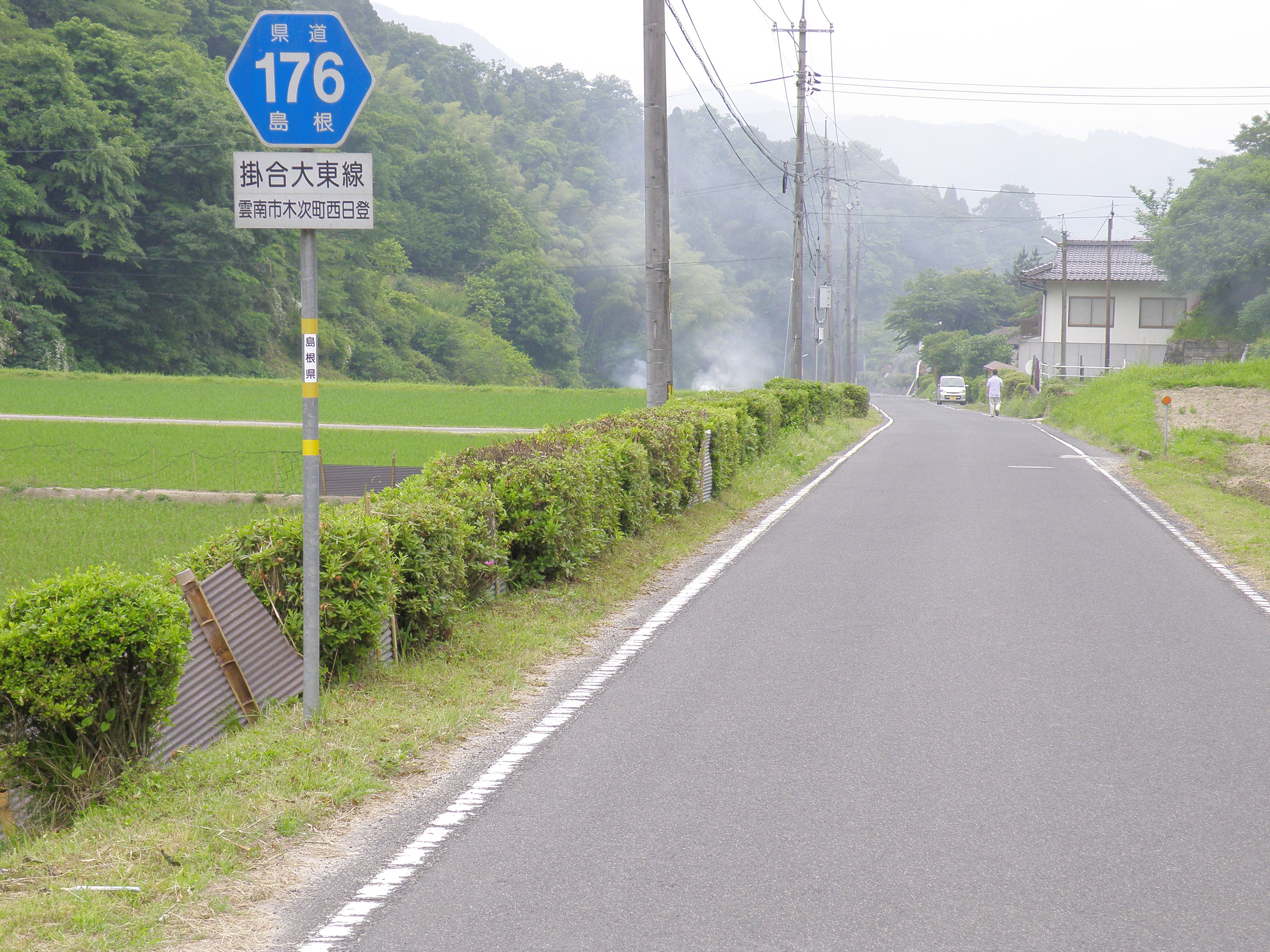
パソコンを探すシーンの風景のモデルの一つになった木次町

映画作中にて、敵が電脳世界に出現した際、登場人物の石田ヤマトは高石タケルとともに、祖母のいる島根県を訪問していた。電脳世界にアクセスするため、二人は周辺地域でパソコンを探すも見つけられない。そこでヤマトが「島根にパソコンなんてあるわけないじゃん」と発言する。この後パソコンは発見される。
同作の監督である細田守は舞台の選考理由を聞かれた際、島根の方々には申し訳ない、と前置きした上で、「パソコンを探すのに苦労しそうな場所」だからと答えている。広島大学大学院（当時）の大西永昭は、三刀屋町と木次町（どちらも現雲南市）の風景をモデルとしているにもかかわらず、具体的な地名を出さずただ単に「島根」とすることで、田舎を示す記号として島根県が描かれている、と述べている。『デジモンアドベンチャー』のアニメのプロデューサーである関弘美は、このセリフで島根を誹ってしまったため、その数年後に島根にふるさと納税したと述べている。

## ミームとして
アニメ映画『デジモンアドベンチャー tri.』には、このセリフを受けたやり取りがあり、八神太一が「パソコンがないのが島根」と発言し、ヤマトが「何年前の話だ、馬鹿にすんな」と返す。アニメ映画『劇場版 ソードアート・オンライン -オーディナル・スケール-』にもこのセリフが登場する。ある登場人物が島根県から帰る際に「島根にパソコンなんてない」と話すシーンがあり、同作の監督である伊藤智彦は、元ネタはデジモンでリスペクトで入れた、と述べている。『秘密結社鷹の爪』と島根県のコラボカレンダーには、「パソコンどころか、パソコン教室だってある」という文言もある。
Google検索で「島根に」と入れると、検索候補に「島根にパソコンなんてあるわけないじゃん」や「島根にはパソコンが無い」が出てくることが、2010年や2012年や2024年の時点で確認されている。テレビアニメ『デジモンアドベンチャー』では、主人公たちが初めてデジモンと遭遇したのは8月1日である、と設定されているため、およそ2004年以降、7月から10月にかけての夏ごろに「島根・パソコン」の関連キーワードのGoogle検索の回数が増える傾向がある。

## 島根県とパソコン
島根県には島根富士通の工場があり、2019年までのパソコンの累積生産台数は4000万台で、日本国内では最大規模の累計生産台数である。島根富士通を紹介する文脈で、「島根にパソコンなんて～」のセリフに触れられることがある。プログラミング言語のRubyを開発したまつもとゆきひろが松江市在住であることから、松江市や島根県ではIT産業が振興されているとともに、地域振興の一つの手段にもなっている
。広島大学大学院の大西永昭は、三浦展のファスト風土化と同じように、様々なメディア作品で島根県内の各所が現実の場所である以前に匿名的な田舎の記号になってしまい、「『島根県』固有の地域性など、そこにもとめるべくもない」としている。
「島根にパソコンなんて～」というセリフを県は知っているか、という質問に対し島根県広報室は「特にコメントしない」「島根県にパソコンがないということはもちろんない」「話題に上り、島根に興味を持っていただいたり、盛り上がったりするきっかけになれば」と答えている。